# Hotel Hollandia
Hotel Hollandia was een Nederlands televisieprogramma dat uitgezonden werd door BNNVARA op NPO 1 en geproduceerd werd door MediaLane. De presentatie van het programma was in handen van Paul de Leeuw die werd bijgestaan door verschillende acteurs en cabaretiers.

## Opzet

### Concept
Het programma, dat werd opgenomen met studiopubliek, speelde zich geheel af in het fictieve Hotel Hollandia. Het decor van de studio bestond uit meerdere ruimtes, verdeeld over een begane grond en een eerste verdieping, met daarin onder meer een entree, een lobby en een wellnessruimte. Het hotel had hotelpersoneel en ontving wekelijks meerdere gasten. Een deel daarvan bestond uit persiflages op bekende Nederlanders die in de voorgaande week in het nieuws waren. Deze persiflages werden onder meer vertolkt door Paul Groot, Erik van Muiswinkel en Rian Gerritsen. De overige gasten - geen persiflages - werden ontvangen en geïnterviewd door Paul de Leeuw.

### Oorspronkelijk
In de oorspronkelijke opzet van het programma werden sketches afgewisseld met interviews met bekende gasten. In de sketches volgden de kijkers de belevenissen van het hotelpersoneel, vertolkt door Anniek Pheifer, Thomas van Luyn, Leny Breederveld en Samir Hassan, en die van de gasten (persiflages) in het hotel. Paul de Leeuw verbleef ondertussen in de hotellobby, waar hij te interviewen gasten - geen persiflages - ontving. Tegen het eind van de aflevering verzamelden de persiflages en een deel van het hotelpersoneel zich voor een happy hour in de hotelbar, waar ze het nieuws en elkaar bespraken, in een vergelijkbare opstelling als in de laatste seizoenen van het programma Kopspijkers.

### Latere afleveringen
In de derde en vierde aflevering waren de sketches verdwenen. De aflevering begon niet langer bij de entree, waar persiflages en andere gasten door het hotelpersoneel werden verwelkomd, en het hotelpersoneel en de persiflages kwamen enkel nog aan het woord tijdens het happy hour in de hotelbar. Interviews en andere gesprekken werden door Paul de Leeuw gepresenteerd en aan elkaar gepraat. De te interviewen gasten bevonden zich in verschillende ruimtes van het hotel.

## Rolverdeling

### Interviews / presentatie
In de oorspronkelijke opzet werden interviews met gasten verzorgd door Paul de Leeuw. Na een herstructurering ten gevolge van kritiek op de eerste aflevering werd De Leeuw vanaf aflevering twee steeds meer de presentator van het hele programma.

### Sketches
In de oorspronkelijke opzet van het programma was de rolverdeling van het vaste hotelpersoneel als volgt: 
- Anniek Pheifer als receptioniste Nancy (afl.1 t/m 7)
- Thomas van Luyn als hotelmanager Theo (afl. 1 t/m 7)
- Samir Hassan als bediende Adil (afl. 1, 2, 5 t/m 7)
- Leny Breederveld als hoofd huishouding Carla (afl. 1)

Vanaf de derde aflevering zijn deze personages minder prominent aanwezig.

### Persiflages
De persiflages worden vertolkt door onder andere de volgende acteurs en cabaretiers:
- Kasper van Kooten als Johan Derksen (afl. 1, 3 en 5), Henri Bontenbal (afl. 2 en 7), Maarten van Rossem (afl. 2) en Gianni Infantino (afl. 4)
- Remko Vrijdag als Marco Borsato (afl. 1), Mark Rutte (afl. 2), Louis van Gaal (afl. 3), Mick Jagger (afl. 5), Twan Huys (afl. 6) en Matthijs van Nieuwkerk (afl. 7)
- Paul Groot als Jan Slagter (afl. 1) en Eric van der Burg (afl. 2)
- Yvonne van den Eerenbeemt als Mona Keijzer (afl. 1, 2 en 6)
- Teun Donders als Gideon van Meijeren (afl. 1) en Max Verstappen (afl. 3)
- Stijn Westenend[bron?] als Sven Mislintat (afl. 1)
- Rian Gerritsen als Caroline van der Plas (promo, afl. 2 en 6)
- Andries Tunru als Rob Jetten (afl. 2)
- Aron Elstak als Ajax (afl. 2)
- Valentijn Benard als Prins Bernhard (afl. 3)
- Sieger Sloot als Wopke Hoekstra (afl. 3)
- Erik van Muiswinkel als Frans Timmermans (promo en afl. 5), Ronald Koeman (afl. 4) en Frank Masmeijer (afl. 7)
- Annick Boer als Hélène Hendriks (afl. 4), Eva Jinek (afl. 5 en 6) en Anouk (afl. 7)
- Kevin van den Berg als André Hazes jr. (afl. 6)

## Afleveringen
| Afl. | Uitzenddatum      | Bekende gasten                                                           | Kijkcijfers |
| ---- | ----------------- | ------------------------------------------------------------------------ | ----------- |
| 1    | 23 september 2023 | Rob Kemps en Rachel Hazes                                                | 1.292.000   |
| 2    | 30 september 2023 | Jamai Loman, Hugo Borst en Jeffrey Dral                                  | 762.000     |
| 3    | 7 oktober 2023    | Freek Bartels, Olof Ormeling, Jacques d'Ancona en Özge Avci              | 542.000     |
| 4    | 14 oktober 2023   | Janneke Vreugdenhil, Edwin Winkels en Numidia                            | 624.000     |
| 5    | 21 oktober 2023   | Ferry Doedens                                                            | 475.000     |
| 6    | 28 oktober 2023   | Stefania Liberakakis, Plien van Bennekom, Bianca Krijgsman en Eva Simons | 492.000     |
| 7    | 4 november 2023   | Rob Jetten                                                               | 532.000     |

## Achtergrond en ontvangst
Het programma werd op dinsdag 29 augustus 2023, tijdens de seizoenspresentatie van de NPO, door BNNVARA officieel aangekondigd. De opnames voor de eerste aflevering vonden vervolgens plaats op 17 september 2023 in Studio's Aalsmeer.
De eerste aflevering van het programma werd uitgezonden op zaterdag 23 september 2023 en werd bekeken door 1.292.000 kijkers, daarmee was het de tweede best bekeken programma van de dag. Ondanks de uit de relatief hoge kijkcijfers blijkende hoge verwachtingen werd de eerste aflevering over het algemeen negatief ontvangen bij zowel de kijkers als televisierecensenten; zo schreef televisierecensente Angela de Jong dat het programma kampte met armzalige imitaties, voorspelbare sketches en een nietszeggend interview, daarnaast schreef ze dat als zij Paul de Leeuw was ze zich voorlopig niet buiten zou durven te vertonen. Daar sloot een groot deel van de kijkers zich bij aan. Na de kritiek op de eerste aflevering werd de tweede aflevering aangepast, en kwam er meer ruimte voor Paul de Leeuw en muziek en minder ruimte voor sketches en satire. De tweede aflevering werd iets beter ontvangen, al bleef kritiek overheersen en daalden de kijkcijfers. 

## Trivia
- Aanvankelijk zou Wimie Wilhelm de rol van Carla spelen.[17] Wilhelm was ook als Carla te zien in de oorspronkelijke trailer en de aanvankelijke publiciteitsfoto van Hotel Hollandia. Zij overleed echter een week voor de eerste uitzending.[18]
- In de derde uitzending van Van Roosmalen & Groenteman begonnen Gĳs en Marcel vanuit het decor van Hotel Hollandia dat zich in hetzelfde pand bevond als hun eigen studio.